# Pierre Gardel
Pour les articles homonymes, voir Gardel.
Œuvres principales
Télémaque dans l'île de Calypso (1790)
La Dansomanie (1800)
Vénus et Adonis (1808)
Pierre-Gabriel Gardel est un danseur et maître de ballet français, né à Nancy le 4 février 1758 et mort à Paris le 18 octobre 1840. Il est le frère de Maximilien Gardel.

## Biographie
Entré à l'école de l'Opéra de Paris en 1774, il y est élève de son frère. Nommé premier danseur en 1780, il doit renoncer à sa carrière pour raisons de santé et est nommé maître de ballet à la suite du décès de son frère en 1787.
Assisté de Louis Milon, Gardel va gérer le Ballet de l'Opéra de Paris durant quarante ans, le préservant des bouleversements de la Révolution française.
Chorégraphe de talent, il enthousiasme le public dès ses premières créations en 1790 et jusqu'à sa retraite en 1829, année où il paraît une dernière fois sur scène dans un menuet avec Marie Taglioni. À partir de 1820, la création des ballets sera confiée à Jean-Pierre Aumer.
Il avait épousé Anne-Jacqueline Coulon, puis veuf, en 1795, la danseuse Marie-Anne-Elisabeth Houbert, dite Mlle Miller.

## Œuvres principales
Toutes ses ballets ont été représentés à l'Opéra de Paris.
- 1786 : Les Sauvages
- 1790 : Télémaque dans l'île de Calypso
- 1790 : Psyché
- 1791 : Bacchus et Ariane
- 1793 : Le Jugement de Pâris
- 1800 : La Dansomanie
- 1802 : Le Retour de Zéphire
- 1803 : Daphnis et Pandore
- 1804 : Une demi-heure de caprice
- 1804 : Achille à Scyros
- 1806 : Paul et Virginie
- 1808 : Vénus et Adonis
- 1808 : Alexandre chez Apelles
- 1809 : La Fête de Mars
- 1810 : Vertumne et Pomone
- 1810 : Persée et Andromède
- 1812 : L'Enfant prodigue
- 1814 : Le Retour des lys
- 1815 : L'Heureux Retour
- 1817 : Les Fiancés de Caserte
- 1818 : Proserpine
- 1818 : Zirphile
- 1818 : La Servante justifiée